# Heinrich Knust
Heinrich Knust (4. april 1874 i Højrup – ?) var en dansk sønderjyde, som gjorde tjeneste i 1. verdenskrig.

## Liv og gerning
Knusts far var pottemager og var indvandret fra Lauenburg til Højrup, hvor han giftede sig med pottemagerens enke. Heinrich Knust var landmand og gift. Ved sin indkaldelse havde han tre børn.
I slutningen af 1915 blev han indkaldt og kom til Oberhof i Elsaß for at blive uddannet. I august 1916 ankom han til Østfronten, hvor han var soldat i en landstormsbataljon, som mest forrettede arbejdstjeneste af forskellig art: tærskning, brændehentning etc. Han kom også til at gøre vagttjeneste i skyttegravene. I begyndelsen af marts vendte han tilbage til Tyskland. Her udførte han forskellige former for vagttjeneste, blandt andet bevogtning af jernbaner og af russiske fanger.
Det vides ikke om han blev i Tyskland til krigens slutning, men spredte noter bag i hans dagbog tyder på, at han var hjemme det meste af 1918. Han overlevede i al fald krigen og vendte tilbage til kone og børn i Højrup.